# Clovia dorsalis
Clovia dorsalis är en insektsart som beskrevs av Jacobi 1921. Clovia dorsalis ingår i släktet Clovia och familjen spottstritar. Inga underarter finns listade i Catalogue of Life.